# Папушник
Па́пушник — вид солодкого хліба із пшеничного дріжджового тіста. Страва є частиною класичної української кухні. Є різновидом великоднього хліба (паски).

## Етимологія
Назва походить від праслов'янського слова «папа», тобто хліб. Папушник позначав м'який хліб (або хлібний виріб). Недаремно м'яку, неповоротку людину також називали папушник (аналог — тюхтій). Найчастіше папушники готували на Великдень та інші релігійні чи значні свята.

## Приготування
Дві склянки борошна заварити трьома склянками киплячого молока і добре розтерти, щоб не було грудок. Коли суміш трохи охолоне, влити дріжджі, розведені в 1 склянці теплого кип'яченого молока до густоти вершків, вимішати, накрити серветкою і поставити на 2—2,5 години, щоб опара підійшла. До цього часу жовтки протерти через сито і розтерти з цукром.
Коли опара підніметься, влити жовтки з цукром, всипати ложечку солі, ваніль (ванілін) і добре перемішати. Після цього почати досипати борошно (близько 9 склянок), але висипати не відразу, а частинами, оскільки борошно буває дуже сухим і його може знадобитися менше. Додаючи борошно, вимішувати тісто руками, поки воно не стане відставати від рук — тісто має вийти м'яким, але не рідким.
Потім, продовжуючи заміс, поступово підлити в тісто склянку теплого розтопленого масла, а коли тісто вбере все масло, дати йому ще трохи підійти. Коли тісто підійде, розкласти його в підготовлені форми так, щоб воно займало одну третину і знову поставити відстоятися. Коли тісто підійде приблизно на 3/4 форми, поставити до духової шафи на 1—1,5 години.

### Великодній папушник
Як писав відомий збирач старожитностей, генерал Павло Потоцький, в будинку його батька 
|  | «випікали більше десяти папушніков, починаючи від п'яти чвертей аршини заввишки і шести вершків в діаметрі і поступово знижуючись до двох чвертей висоти і трьох вершкове в діаметрі» |

На великодній папушник у XVIII — поч. XX ст. (до встановлення радянської влади) брали 160 жовтків, а сам він мав 90 см заввишки, від 13 до 27 см завтовшки. Заради виготовлення цих величезних папушників часто доводилося ламати і заново перекладати печі. Заготовлялись велика кількість яєць, ароматичних спецій, ром, масло, цукор. Заздалегідь купувалося біле борошно тонкого помелу і ретельно сушилося в житлових кімнатах на великих аркушах паперу. Папушники мали форму циліндра і тісто зовсім жовте, прозоре і ніжне, що тануло в роті. Жовтизна наставала через те, що в тісто додавалася величезна кількість жовтків яєць. Коли папушники були готові, їх покривали глазур'ю з білку і цукру, посипали кольоровим маком і горошком з цукру. Папушники зберігали свою м'якість до 2 тижнів.

## Види
- папушник класичний
- папушник південний (додається ром або коньяк, кардамон)
- папушник швидкий
- папушник тюлевий
- папушник з висівок (з додаванням шафрану та мигдалю)
- папушник подільський
- папушник святковий